# Herb powiatu rawickiego
Herb powiatu rawickiego – jeden z symboli powiatu rawickiego, ustanowiony 28 grudnia 2001.

## Wygląd i symbolika
Herb przedstawia na tarczy dzielonej w odwróconą literę „T” w polu pierwszym czerwonym orła białego (herb województwa wielkopolskiego), w polu drugim czerwonym złotą łódź (nawiązanie do herbu Łodzia), w polu trzecim złotym niedźwiedzia czarnego kroczącego na zielonej murawie (herb Rawicza).